# Adílson Cândido de Souza
Adílson Cândido de Souza (Guaxupé, 28 de maio de 1974) é um ex-futebolista brasileiro que atuava como goleiro.

## Carreira
Atuou no Atlético Mineiro, Palmeiras (MT), Sãocarlense, Botafogo FC, Rio Branco e Ceará.
Para os torcedores do Atlético Mineiro, sua partida mais marcante foi contra o Botafogo, no Campeonato Brasileiro de 1995, em que o alvinegro carioca venceu por 5x0, com o goleiro falhando em três gols. Adilson substituía Taffarel. Este jogo acabou sendo fundamental para que a carreira do jogador não deslanchasse em clube grande.
Adilson foi Campeão Cearense pelo time de Porangabussu em 2006, quando foi um dos heróis do título, defendendo um pênalti cobrado por Rinaldo, atacante do maior rival. Em 2009, se machucou e ao voltar perdeu seu espaço de titular. Logo depois se machucou novamente voltando a jogar em Setembro de 2010 pela Copa Fares Lopes. Atuou em mais de 200 jogos com a camisa do Ceará.
Adilson voltou a ser titular nos primeiro jogos do Ceará no Campeonato Cearense de 2011, e jogou o 1º jogo do Ceará pelo Campeonato Brasileiro Série A de 2011, onde o Ceará perdeu de 3x1 pro Vasco, no Presidente Vargas.
Dia 16 de março de 2012, Adílson completou 8 anos pelo Ceará. Adilson revelou no início de 2012 que ia se aposentar no fim Campeonato Cearense e após a chegada do técnico Paulo César Gusmão, Adílson resolveu adiar a sua aposentadoria para o final do ano a pedido do treinador, assim renovando seu contrato com com o Ceará. Como esperado, Adílson falou sim e ficará até o fim de 2012 no Ceará.
Em dezembro de 2012, acaba-se o ciclo de mais de 8 anos pelo Ceará, Adílson não teve o contrato renovado com o Alvinegro Cearense.
No dia 4 de março de 2013, Adilson acertou com o Santo André.

## Títulos
Ceará
- Campeonato Cearense (3): 2006, 2011, 2012

### Outras Conquistas
Ceará
- Troféu Chico Anysio (1): 2012